# Marcus Aurelius ryttarstaty

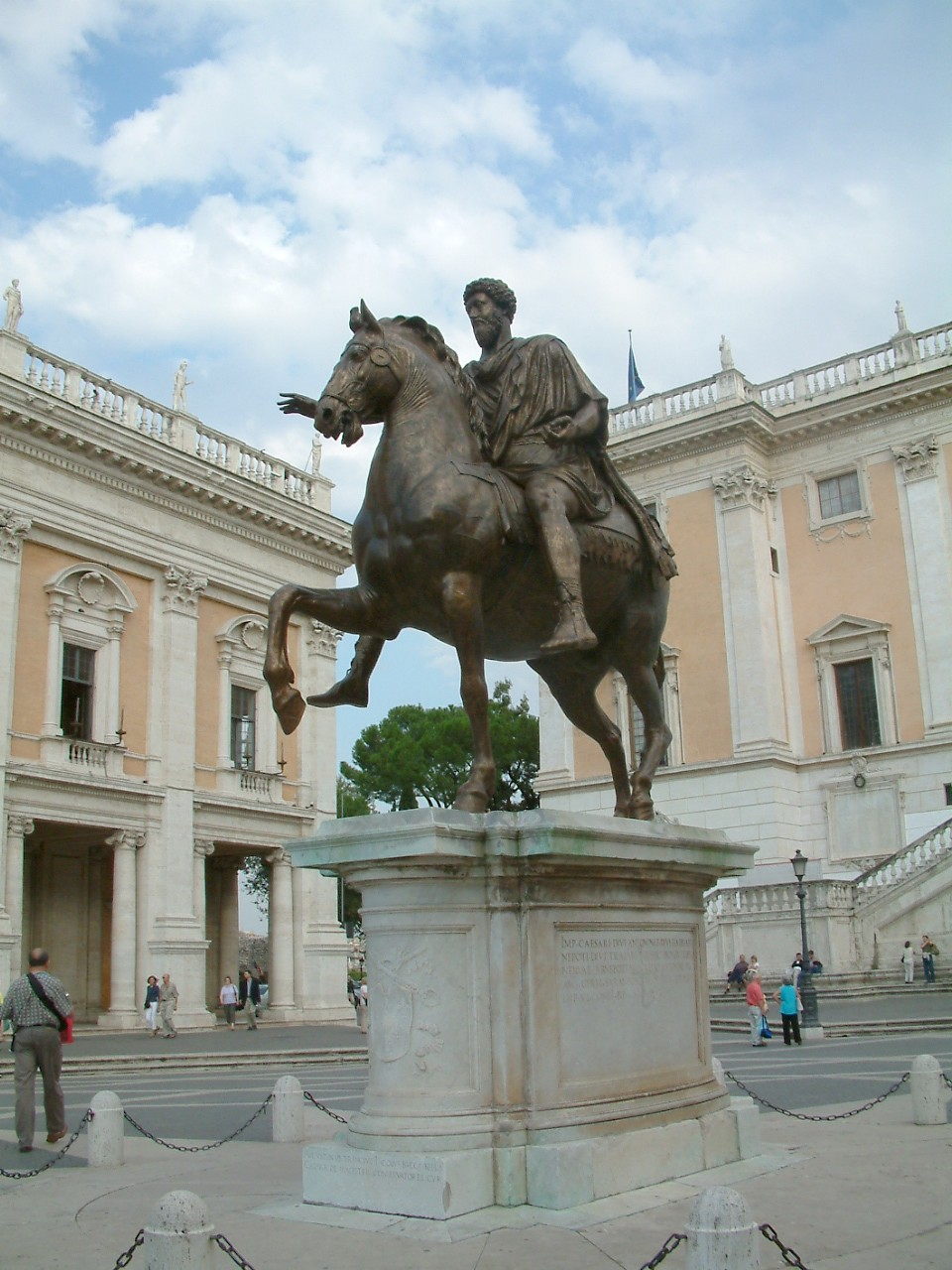
Marcus Aurelius ryttarstaty.

Marcus Aurelius ryttarstaty är en ryttarstaty, som föreställer kejsar Marcus Aurelius till häst. Den utfördes omkring år 176 efter Kristus och står mitt på Piazza del Campidoglio på Capitolium i Rom. Originalet finns numera i Kapitolinska museerna, medan en kopia sedan 1981 står på torget (piazzan) utanför.
Marcus Aurelius ryttarstaty är den enda fullständigt bevarade antika ryttarstatyn över en romersk kejsare. Att den bevarats beror på att den länge troddes föreställa Konstantin den store.